# Dechenchoelingpaleis
Dechenchoelingpaleis (བདེ་ཆེན་ཆོས་གླིང་, bde chen chos gling) is gelegen in Thimphu, de hoofdstad van Bhutan. Het was de residentie van de overleden Koninklijke Grootmoeder Gayum Phuntsho Choden Wangchuck. Koning Jigme Khesar Namgyel Wangchuk werd hier geboren op 11 november 1955.
Het paleis is gelegen aan het noordelijk uiteinde van de Thimphuvallei, op de oostelijke oever van de rivier Thimphu.

## Geografie
Het paleis ligt aan het noordelijk uiteinde van de Thimphu-vallei, op de westoever van de Thimphurivier. Het ligt 4 km ten noorden van de Tashicho dzong en 7 km ten noorden van het centrum van Thimphu. Het is bereikbaar over de Dechhen Lam-weg die langs de oostoever van de rivier loopt, van het district Yangchenphug via Langjupakha naar het noorden. Deze weg verloopt langs de koninklijke eetzaal, het Centrum voor Bhutanstudies, het houtsnijwerk-centrum en dan langs het Indiase landgoed. Nabij het paleis steekt de weg de rivier over. Direct ten zuiden van het paleis ligt de voorstad Taba. Aan de oost- en westzijde van het paleis liggen bossen; het bos aan de oostkant is dichter en het enige loofbos in de omgeving. Op een helling in het bos ligt boven Taba het Wangchuck Resort, dat gebruikt wordt voor meditaties. Ten behoeve van de ontvangst van internationale gasten is er een helihaven omdat Thimphu geen vliegveld heeft.

## Geschiedenis
Het Dechencholingpaleis werd gebouwd in 1953 na de kroning van de derde koning van Bhutan, Jigme Dorji Wangchuk, na de dood van zijn vader in 1952. De derde zoon van de koning, Jigme Singye Wangchuk werd hier op 11 november 1955 geboren. Deze zoon werd op zijn beurt in 1974 koning.
De grootmoeder van de koning, Phuntsho Choden, heeft ook in het paleis gewoond als een boeddhistische non. De huidige koning woont echter niet in het paleis omdat het Samteling-paleis tegenwoordig de residentie is.
Het paleis wordt vaak gebruikt om internationale delegaties onder te brengen. Vooral vertegenwoordigers uit India komen er regelmatig om relaties tussen India en Bhutan te bespreken. Ook worden er lunches en diners gehouden als buitenlandse staatshoofden of andere belangrijke gasten Bhutan bezoeken.

## Structuur
Het paleis telt drie verdiepingen en is omgeven door wilgen, gazons en vijvers. Er wonen andere leden van de koninklijke familie, niet de koning zelf. De architectuur en inrichting is geheel in traditionele Bhutaanse stijl.
De overleden koning-moeder Phuntsho Choden woonde vele jaren in het paleis en had er haar eigen kapel, versierd met schilderijen en houtsnijwerk, en brandende kaarsen in schalen. Ze had een aantal vrouwen in dienst die Bhutaanse klederdracht maakten voor mannen en vrouwen.
In 1957 nam koning Jigme Wangchuk een kunstenaar uit Jakar in dienst om een borduurschool in het paleis te beginnen en een 30-tal monniken hierin onderricht en begeleiding te geven. De school heeft een aantal opmerkelijke thangka-kunstwerken voortgebracht, zoals thongdrels (grote thangka's die aan daken van kloosters en dzongs hangen), en schilderij-rollen. De kunstwerken weerspiegelen veel invloeden uit het boeddhisme.